# Norwegischer Fußballpokal der Männer 1947
Der norwegische Fußballpokal 1947 (kurz auch NM-Cup 1947 genannt) war die 42. Austragung des Fußballpokalwettbewerbs der Männer. Pokalsieger wurde Skeid Oslo. Das Team setzte sich im Finale gegen Viking Stavanger durch.

## 1. Runde
| Datum      |                       | Ergebnis  |                           |
| ---------- | --------------------- | --------- | ------------------------- |
| 14.06.1947 | Asker SK              | 1:1 n. V. | FK Fremad Lillehammer     |
|            | Askim FK              | 1:1 n. V. | Strømmen IF               |
|            | BSK 1914 Oslo         | 3:0       | SBK Drafn                 |
|            | IF Birkebeineren      | 9:0       | Grue IL                   |
|            | IF Borg               | 2:0       | SK Gjøa                   |
|            | Brann Bergen          | 6:1       | Nordnes IL                |
|            | IL Brodd              | 0:5       | Viking Stavanger          |
|            | Bækkelagets SK        | 1:7       | Kongsberg IF              |
|            | SK Djerv              | 6:2       | SK Falken Hoyanger        |
|            | Drøbak/Frogn IL       | 4:5       | Sandefjord BK             |
|            | Egersunds IK          | 0:1       | Flekkefjord FK            |
|            | Eidsvold IF           | 0:3       | Selbak TIF                |
|            | Folldal IF            | 1:8       | SK Falken                 |
|            | Fram Larvik           | 2:1       | Eiker SBK                 |
|            | Fredrikstad FK        | 8:0       | Frogner IL                |
|            | FK Lyn                | 4:1       | Aurskog IL                |
|            | IK Grane Arendal      | 2:4       | Larvik Turn               |
|            | Hamar IL              | 5:2       | Koppang IF                |
|            | Jordal IF             | 3:2       | SK Snøgg                  |
|            | Kapp IF               | 5:1       | Solberg SK                |
|            | Kjelsås IL            | 3:1       | Torp IF                   |
|            | Kongsvinger IL        | 0:1       | Moss FK                   |
|            | Kristiansund FK       | 6:0       | Åndalsnes IF              |
|            | Lena IF               | 1:4       | Drammens BK               |
|            | Lillestrøm SK         | 3:0       | IF Pors                   |
|            | Lisleby FK            | 5:3       | Slemmestad IF             |
|            | IL Liull              | 0:2       | Frigg Oslo FK             |
|            | SFK Lyn Oslo          | 4:2       | Greåker IF                |
|            | Lyn Trondheim         | 00:2 1    | Rosenborg Trondheim       |
|            | Melhus IL             | 0:3       | Steinkjer FK              |
|            | SK Mesna              | 1:8       | Skeid Oslo                |
|            | Mjøndalen IF          | 2:0       | Sundjordet IF             |
|            | Molde FK              | 1:2       | Clausenengen FK           |
|            | Mysen IF              | 2:1       | Nydalens SK               |
|            | SK Nationalkameratene | 1:0       | SK Brage                  |
|            | Nymark IL             | 4:1       | Os TF                     |
|            | Orkanger IF           | 1:4       | SK Freidig                |
|            | Rakkestad IF          | 2:1 n. V. | Kvik Halden FK            |
|            | Ranheim IL            | 0:1       | Trondheims-Ørn SK         |
|            | SK Rapid Moss         | 2:0       | Åsen SK                   |
|            | Rjukan IL             | 2:4       | IF Skiens-Grane           |
|            | Sandaker SFK          | 0:1 n. V. | Geithus IL                |
|            | Skiens BK             | 2:1       | SK Strong                 |
|            | SBK Skiold            | 1:3       | Sarpsborg FK              |
|            | Skreia IL             | 3:2       | Raufoss IL                |
|            | Sparta Drammen        | 1:2       | Jevnaker IF               |
|            | FK Sparta Sarpsborg   | 2:1       | SF Grei                   |
|            | Start Kristiansand    | 3:1       | AIK Lund                  |
|            | Stavanger IF          | 2:4       | SK Jarl                   |
|            | IL Sverre             | 1:4 n. V. | FK Kvik Trondheim         |
|            | Ulefoss SF            | 1:0 n. V. | Storms BK                 |
|            | Urædd FK              | 2:1 n. V. | SK Falk Horten            |
|            | SK Vard Haugesund     | 2:0       | Stord IL                  |
|            | Verdal IL             | 5:2       | Marienberg SK             |
|            | FK Vigør              | 1:2       | FK Jerv                   |
|            | Vikersund IF          | 1:1 n. V. | Tønsbergs TF              |
|            | Volda TI              | 1:4       | SK Rollon                 |
|            | FBK Voss              | 0:1       | Minde IL                  |
|            | Vålerenga Oslo        | 6:1       | Bjørkelangen SF           |
|            | SK Wing               | 2:2 n. V. | Neset FK                  |
|            | FK Ørn                | 4:1       | SK Reidulf Oslo           |
|            | Aalesunds FK          | 2:0       | Ørsta IL                  |
|            | Ålgård FK             | 4:0       | SK Trygg Stavanger        |
|            | Årstad IL             | 5:2       | SK Pallas/Hoydekameratene |

### Wiederholungsspiele
| Datum      |                       | Ergebnis |               |
| ---------- | --------------------- | -------- | ------------- |
| 22.06.1947 | FK Fremad Lillehammer | 4:2      | Asker SK      |
|            | Neset FK              | 1:2      | SK Wing       |
|            | Rosenborg Trondheim   | 1:2      | Lyn Trondheim |
|            | Strømmen IF           | 2:1      | Askim FK      |
|            | Tønsbergs TF          | 4:0      | Vikersund IF  |

## 2. Runde
| Datum      |                       | Ergebnis  |                       |
| ---------- | --------------------- | --------- | --------------------- |
| 22.06.1947 | IF Borg               | 1:4       | SK Rapid Moss         |
|            | Brann Bergen          | 2:1       | SK Vard Haugesund     |
|            | Clausenengen FK       | 3:1       | Aalesunds FK          |
|            | Drammens BK           | 3:1       | Skiens BK             |
|            | Flekkefjord FK        | 0:2       | Ålgård FK             |
|            | SK Freidig            | 4:0       | Verdal IL             |
|            | Frigg Oslo FK         | 2:0       | Kapp IF               |
|            | Geithus IL            | 0:3       | Fredrikstad FK        |
|            | FK Lyn                | 2:1 n. V. | Vålerenga Oslo        |
|            | Hamar IL              | 0:3       | SFK Lyn Oslo          |
|            | SK Jarl               | 3:1       | SK Djerv              |
|            | Jevnaker IF           | 2:0       | FK Sparta Sarpsborg   |
|            | Kongsberg IF          | 1:0       | Urædd FK              |
|            | FK Kvik Trondheim     | 2:0 n. V. | Trondheims-Ørn SK     |
|            | Larvik Turn           | 5:1       | BSK 1914 Oslo         |
|            | Minde IL              | 1:7       | Årstad IL             |
|            | Mjøndalen IF          | 3:1       | Lillestrøm SK         |
|            | Moss FK               | 1:2       | Rakkestad IF          |
|            | SK Rollon             | 1:3       | Kristiansund FK       |
|            | Sandefjord BK         | 2:0       | Kjelsås IL            |
|            | Sarpsborg FK          | 4:0       | Mysen IF              |
|            | Skeid Oslo            | 2:2 n. V. | Fram Larvik           |
|            | Selbak TIF            | 5:0       | Skreia IL             |
|            | IF Skiens-Grane       | 1:4       | Jordal IF             |
|            | Start Kristiansand    | 2:3       | FK Jerv               |
|            | Steinkjer FK          | 2:0       | SK Nationalkameratene |
|            | Viking Stavanger      | 7:0       | Nymark IL             |
|            | FK Ørn                | 4:0       | Ulefoss SF            |
| 27.06.1947 | SK Falken             | 1:0       | SK Wing               |
|            | FK Fremad Lillehammer | 2:1       | Lyn Trondheim         |
|            | Strømmen IF           | 1:3       | Lisleby FK            |
|            | Tønsbergs TF          | 1:0       | IF Birkebeineren      |

### Wiederholungsspiel
| Datum      |             | Ergebnis |            |
| ---------- | ----------- | -------- | ---------- |
| 27.06.1947 | Fram Larvik | 0:3      | Selbak TIF |

## 3. Runde
| Datum      |                       | Ergebnis  |                   |
| ---------- | --------------------- | --------- | ----------------- |
| 17.08.1947 | Lisleby FK            | 0:4       | FK Ørn            |
|            | Fredrikstad FK        | 8:2       | Jevnaker IF       |
|            | SK Rapid Moss         | 1:3       | Mjøndalen IF      |
|            | SFK Lyn Oslo          | 12:00     | SK Falken         |
|            | Jordal IF             | 0:5       | Sarpsborg FK      |
|            | FK Fremad Lillehammer | 1:2 n. V. | FK Kvik Trondheim |
|            | Drammens BK           | 2:5       | Brann Bergen      |
|            | Kongsberg IF          | 2:2 n. V. | Selbak TIF        |
|            | Tønsbergs TF          | 1:2       | Skeid Oslo        |
|            | Sandefjord BK         | 2:1 n. V. | Rakkestad IF      |
|            | Larvik Turn           | 3:0 n. V. | FK Jerv           |
|            | Viking Stavanger      | 4:0       | FK Lyn            |
|            | Ålgård FK             | 1:1 n. V. | Frigg Oslo FK     |
|            | Årstad IL             | 4:1       | SK Jarl           |
|            | Kristiansund FK       | 2:3       | Steinkjer FK      |
|            | SK Freidig            | 3:1       | Clausenengen FK   |

### Wiederholungsspiele
| Datum      |               | Ergebnis |              |
| ---------- | ------------- | -------- | ------------ |
| 24.08.1947 | Selbak TIF    | 1:0      | Kongsberg IF |
|            | Frigg Oslo FK | 2:1      | Ålgård FK    |

## 4. Runde
| Datum      |                   | Ergebnis  |               |
| ---------- | ----------------- | --------- | ------------- |
| 31.08.1947 | Sarpsborg FK      | 7:1       | FK Ørn        |
|            | Fredrikstad FK    | 2:1       | Frigg Oslo FK |
|            | Skeid Oslo        | 5:4 n. V. | SK Freidig    |
|            | Selbak TIF        | 3:2       | Sandefjord BK |
|            | Mjøndalen IF      | 2:1       | Larvik Turn   |
|            | Viking Stavanger  | 6:0       | Årstad IL     |
|            | Brann Bergen      | 4:0       | SFK Lyn Oslo  |
|            | FK Kvik Trondheim | 4:0       | Steinkjer FK  |

## Viertelfinale
| Datum      |                | Ergebnis |                   |
| ---------- | -------------- | -------- | ----------------- |
| 14.09.1947 | Sarpsborg FK   | 3:2      | FK Kvik Trondheim |
|            | Fredrikstad FK | 0:1      | Skeid Oslo        |
|            | Brann Bergen   | 0:1      | Viking Stavanger  |
|            | Mjøndalen IF   | 2:0      | Selbak TIF        |

## Halbfinale
| Datum      |              | Ergebnis  |                  |
| ---------- | ------------ | --------- | ---------------- |
| 28.09.1947 | Mjøndalen IF | 1:1 n. V. | Viking Stavanger |
|            | Skeid Oslo   | 3:0       | Sarpsborg FK     |

### Wiederholungsspiel
| Datum      |                  | Ergebnis |              |
| ---------- | ---------------- | -------- | ------------ |
| 12.10.1947 | Viking Stavanger | 3:1      | Mjøndalen IF |

## Finale
| Skeid Oslo                                 | Skeid Oslo | Viking Stavanger | Viking Stavanger |
| ------------------------------------------ | --- | --- | ---------------- |
| Skeid Oslo                                 | \| Finale \| \| 19. Oktober 1947 in Bergen (Brann-Stadion) \| \| Ergebnis: 2:0 (1:0) \| \| Zuschauer: 25.000 \| \| Schiedsrichter: Bjarne Halvorsen \| \| Spielbericht \| | \| Finale \| \| 19. Oktober 1947 in Bergen (Brann-Stadion) \| \| Ergebnis: 2:0 (1:0) \| \| Zuschauer: 25.000 \| \| Schiedsrichter: Bjarne Halvorsen \| \| Spielbericht \|                       | Viking Stavanger |
| Skeid Oslo                                 | Petter Due – Sigurd Smestad, Gustav Rehn – Knut Andersen, John Bøhleng, Willy Sundblad – Henry Mathisen, Brede Borgen, Hans Nordahl, Paul Sætrang, Kjell Anker Hansen     | Torgeir Torgersen – Karsten Johannessen, Tonning Skjæveland – Arthur Wilsgård, Thore Thu, Lauritz Abrahamsen – Inge Paulsen, Gunnar Stensland, Ragnar Paulsen, William Danielsen, Georg Monsen. | Viking Stavanger |
| Skeid Oslo                                 | 1:0 Hans Nordahl (30.) 2:0 Paul Sætrang (90.) | | Viking Stavanger |
| Finale                                     | | |                  |
| 19. Oktober 1947 in Bergen (Brann-Stadion) | | |                  |
| Ergebnis: 2:0 (1:0)                        | | |                  |
| Zuschauer: 25.000                          | | |                  |
| Schiedsrichter: Bjarne Halvorsen           | | |                  |
| Spielbericht                               | | |                  |